# 小行星4966
小行星4966（4966 Edolsen）是一颗绕太阳运转的小行星，为主小行星带小行星。该小行星于1981年3月2日发现。

## 轨道参数
小行星4966的轨道半长轴为2.6327811 UA，离心率为0.211。